# Chris Risola
Chris Risola es un músico y compositor estadounidense, reconocido por ser el guitarrista líder y uno de los fundadores de la banda de glam metal Steelheart. Empezó a tocar la guitarra a la edad de 13 años. Luego estudió teoría musical y formó algunas bandas.  En 1981 formó una banda junto a los músicos Jimmie Ward en el bajo y Jack Wilkinson en la batería, luego empezaron a realizar audiciones para cantantes, contratando eventualmente a Michael Matijevic, vocalista con apenas 15 años de edad. El resultado fue la agrupación "RAMPAGE", que luego cambió su nombre a "RED ALERT" para convertirse finalmente en Steelheart.